# Lew Wygotski
Lew Siemionowicz Wygotski (ros. Лев Семёнович Выготский; ur. 5 listopada?/17 listopada 1896 w Orszy, zm. 11 czerwca 1934 w Moskwie) – rosyjski psycholog i pedagog, profesor w Moskiewskim Instytucie Psychologii Eksperymentalnej. Twórca oryginalnej, niedokończonej teorii rozwoju psychiki, nazwanej przez innych „psychologią kulturowo-historyczną”.
Choć mówił o budowie całkowicie „nowej psychologii”, jego główną dziedziną pracy były badania rozwoju człowieka, na podstawie których opracowywał teorię rozwoju „wyższych funkcji psychicznych” (np. percepcji, pamięci i uwagi) u dzieci. Według Wygotskiego ich indywidualny rozwój jest głęboko spleciony z komunikacją i doświadczeniami interpersonalnymi. Początkowo był bliski mechanistycznemu i redukcjonistycznemu instrumentalizmowi (lata 20.), argumentując, że rozwój psychiczny człowieka sprowadza się w dużej mierze do przyswajania – w nawiązaniu do behawioryzmu Pawłowa – arbitralnych znaków kulturowych, które są psychologicznym odpowiednikiem fizycznych narzędzi. Później, w „holistycznym” okresie działalności (1. połowa lat 30.), rozszerzał tę koncepcję o bardziej specyficzny opis rozwoju szczegółowych zdolności w oparciu o internalizację kultury.
Już w połowie lat 20. XX wieku idee Wygotskiego referowano na Zachodzie, ale pozostawał on szeroko nieznany aż do wczesnych lat 80., kiedy popularność pedagogiki i psychologii rozwojowej Jeana Piageta zaczęła spadać, a koncepcja Wygotskiego dotycząca „strefy najbliższego rozwoju” stała się centralnym komponentem rozwoju tzw. „społecznego konstruktywizmu” w psychologii rozwojowej i praktyce wychowawczej. Przegląd badań nad psychologią ogólną, opublikowany w 2002 r., uplasował Wygotskiego jako 83. czołowego psychologa XX wieku i 3. Rosjanina na liście. Badania przeprowadzone w ramach „rewizjonistycznego zwrotu” w 2010 roku sugerują, że – pomimo powierzchownej popularności Wygotskiego – jego poglądy rzadko były dogłębnie rozumiane i rzetelnie reprezentowane.
Lew Wygotski jest z reguły uważany za członka nurtu rozwojowo-poznawczego. Jego prace są cytowane do dziś, choć przez ponad dwadzieścia lat jego prace w stalinowskiej Rosji były zakazane. Aż do końca lat 50. niemożliwe było rozpowszechnianie prac Wygotskiego, a jego teorię określano jako „reakcyjną, burżuazyjną pseudonaukę”. Z tego powodu jego najważniejsze prace, takie jak Myśl i język (1932) czy Psychologia pedagogiczna (1926), czekały na tłumaczenia i publikacje aż do 2. połowy XX wieku. Wtedy też ogólnoświatowe zainteresowanie Wygotskim zaczęło się rozwijać na nowo. Filozof Stephen Toulmin nazwał go „Mozartem psychologii”.
Zmarł na gruźlicę, na którą chorował od 1925 roku.

## Poglądy i teorie

### Rola narzędzi kulturowych w rozwoju
Wygotski uważał, że wychowanie i edukacja nie polega na samym przyswojeniu określonej wiedzy, ale w głębszym sensie, na rozwijaniu u dzieci wyższych funkcji psychicznych, które determinują umiejętność uczenia się. Zdolność dziecka do jasnego i kreatywnego myślenia, planowania, realizowania tych planów i komunikacji jest o wiele ważniejsza od wiedzy jako takiej. Przyswajanie wiedzy będzie bowiem nieporównywalnie łatwiejsze, jeśli wiemy, jak się uczyć. Wygotski uważał, że można to osiągnąć oddając dzieciom do użytku „kulturowe narzędzia myślenia i tworzenia”. Narzędzia te to niewerbalny i werbalny język, które wykorzystujemy do codziennego komunikowania się i analizowania rzeczywistości. Stosując je od najmłodszych lat, dzieci automatycznie rozwijają swoje umiejętności. Im lepiej dziecko potrafi przyswoić sobie ten swoisty język wypracowany przez ludzkość w ciągu stuleci, tym większe są jego zdolności w danej dziedzinie. Dzieci zaczynają wtedy planować i organizować swoje działania, otwarcie przedstawiają swój punkt widzenia, znajdują niestandardowe rozwiązania problemów, wierzą w siebie i swoje własne umiejętności.
Wygotski rozpoznawał tę samą prawidłowość – internalizacji zewnętrznych narzędzi – w rozwoju wszystkich funkcji psychicznych. Głównym założeniem jego najpopularniejszej pracy jest wzajemne powiązanie myśli i języka. W trakcie zabawy małe dzieci na bieżąco komentują rozwój akcji: „A teraz pociąg jedzie dookoła wieży i uderza w wieżę, och nie – wieża się rozpada…”, co nazwał monologiem zewnętrznym. Z czasem monolog zewnętrzny staje się monologiem wewnętrznym, przybierającym formę myśli. Tym samym opanowana przez dziecko mowa staje się podstawową strukturą jego myślenia. Oznacza to, że rozwój myśli jest w dużym stopniu determinowany zdolnościami językowymi dziecka. Zaś zasób słownictwa dziecka zależy w największej mierze od jego codziennych doświadczeń. Tak więc jedną z najważniejszych funkcji edukacji powinno być wspieranie rozwoju bogatego i efektywnego języka mówionego dziecka. Wygotski twierdził, że to nauczyciel odgrywa kluczową rolę w edukacji dziecka. Nauczyciel powinien tak kierować zajęciami, by nakłaniać dziecko do podejmowania zadań przekraczających nieco jego obecne możliwości.

### Kryzysy rozwojowe
Wygotski przyjął, iż w psychice człowieka (i w jego rozwoju) można wyróżnić procesy czy funkcje elementarne, naturalne, ukształtowane w rozwoju gatunku (filogenezie), którego przebieg jest w dużej mierze odzwierciedlony w dojrzewaniu jednostki (ontogenezie), jednak nie samoczynnie, ale dzięki wsparciu kultury. „W rozwoju dziecka reprezentowane są oba rodzaje funkcji psychicznych, które w izolowanej postaci znajdujemy w filogenezie: biologiczny i historyczny, lub inaczej naturalny i kulturowy rozwój zachowania się.” W ontogenezie wszakże są one „stopione w jeden jednolity proces”. Dokonuje się to w toku własnej aktywności dziecka i jej rozwoju, co zdaniem Wygotskiego oznacza, że naiwna „teoria rekapitulacji biologicznej jest bezpodstawna”.
Według teorii Wygotskiego, wyróżnione przez niego wyższe funkcje psychiczne – przede wszystkim percepcja i spostrzeganie, pamięć, oraz uwaga – rozwijają się (w tej kolejności) w oparciu o kulturowe narzędzia (gł. mowę niewerbalną, język i pismo) przyswojone z interakcji z osobami dorosłymi. Nasilenie rozwoju każdej z nich przypada na inny okres dzieciństwa i edukacji. Przedstawił szczegółowe propozycje mechanizmów tego rozwoju w splocie z nabywanymi z zewnątrz narzędziami.

### Strefa najbliższego rozwoju
Sugerował, że nową wiedzę najlepiej zdobywa się w tzw. „strefie najbliższego rozwoju”. Obejmuje ona zadania, które nie mogą być wykonane przez dziecko samodzielnie, ale są w stanie im sprostać z niewielkim wsparciem osoby bardziej doświadczonej. W miarę zdobywania nowych umiejętności „strefa najbliższego rozwoju” rozszerza się na coraz bardziej skomplikowane zadania. Stanowi obszar, który dla dziecka jest jeszcze nieznany, ale dostępny dla jego możliwości. Zadania stawiane dziecku, które stanowią strefę najbliższego rozwoju są dla niego wyzwaniem i wymagają wysiłku, aby mogło się z nimi zmierzyć. Dzięki temu dziecko stale się rozwija oraz ma poczucie sukcesu. W swoim ostatnim wykładzie „Zabawa i Rozwój Psychologiczny Dziecka” Wygotski podkreślał znaczenie zabawy w najmłodszym wieku: „Zabawa tworzy strefę bliskiego rozwoju dziecka. To właśnie w trakcie zabawy dziecko zawsze zachowuje się ponad swój wiek, wychodzi poza swoje codzienne zachowania, jest twórcze i kreatywne”. W teorii Wygotskiego zabawa odgrywa w procesie edukacji podstawową rolę. W czasie zabawy bowiem dzieci są bardzo mocno zaangażowane w wyobrażone sytuacje, w których z jednej strony przyjmują określone role, z drugiej strony zaś same wyznaczają obowiązujące w niej zasady. Kiedy na przykład bawią się „w rodzinę”, przyjmują określone role, które z góry determinują ich działania. Zabawa taka prowadzi zatem do większego poziomu samokontroli, gdyż wszystkie działania dzieci są określone przez zasady gry, które same sobie przecież stworzyły. Gdy dzieci angażują się w zabawę, ich skupienie i zaangażowanie w spełnienie zadania jest znacznie większe, niż wtedy gdy przychodzi im wykonywanie działań „o charakterze akademickim”, czyli wymyślanych przez nauczyciela.

## Relacja między rozwojem człowieka, dojrzewaniem i wychowaniem (nauczaniem)
Lew Wygotski wyróżnił trzy stanowiska w tej kwestii:
Pierwsze mówi o tym, że procesy rozwoju dziecka są niezależne od procesów nauczania. Nauczanie (wychowanie) jest ujmowane jako proces zewnętrzny, który sam przez się nie uczestniczy aktywnie w rozwoju, niczego w nim nie zmienia i raczej korzysta z jego osiągnięć. Cykle nauczania są zawsze wyprzedzane przez cykle rozwoju. Rozwój zawsze wyprzedza nauczanie. Nauczanie dostosowuje się do rozwoju i niczego w nim nie zmienia.
Druga grupa koncepcji teoretycznych stawia tezę przeciwną, że uczenie się jest właśnie rozwojem. Stanowisko to nauczaniu przypisuje główną rolę w wyznaczaniu kierunku i przebiegu rozwoju człowieka. Wygotski pisze, że oba procesy przebiegają synchronicznie, równolegle, każdy krok w nauce odpowiada krokowi w rozwoju. Prekursorem takiego sposobu myślenia był John Locke.
Trzecie stanowisko (podzielane przez Wygotskiego) mówi, że rozwój człowieka wyznaczany jest przez dwa różne, wzajemnie powiązane i wzajemnie uwarunkowane procesy, to jest dojrzewanie i uczenie się. Nauczanie może ingerować w procesy dojrzewania (przyśpieszać je, opóźniać, modyfikować ich kierunek), a dojrzewanie „przygotowuje grunt” dla określonego, a nie dowolnego sposobu nauczania. Tutaj mieści się cała grupa teorii tak zwanych interakcyjnych, teorie neopsychoanalityczne i inne.

## Odbiór prac

### Polska
Publikacje Wygotskiego stanowiły ważną część polskich opracowań dotyczących psychologii rozwojowej realizowanych przez Brzezińską, Smykowskiego, Jabłońskiego i in.

### Europa Wschodnia
W Związku Radzieckim praca grupy uczniów Wygotskiego, zwanych kręgiem Wygotskiego, była niezbędna dla zachowania i pod wieloma względami zniekształcenia dziedzictwa naukowego Lwa Wygotskiego. Członkowie grupy stworzyli podstawy systematycznego rozwoju psychologii Wygotańskiej w tak różnorodnych dziedzinach jak psychologia pamięci (P. Zinchenko), percepcja, sensacja i ruch (Zaporozhets, Vladimir Ilyich Asnin, AN Leontiew), osobowość (Lidiya Bozhovich, Asnin, AN Leontiew), wola (Zaporozhets, AN Leontiew, P. Zinchenko, L. Bozhovich, Asnin), psychologia gry (GD Lukov, Daniil El’konin) i psychologia uczenia się (P. Zinchenko, L. Bozhovich, D. El’konin), a także teorię stopniowego tworzenia działań mentalnych (Pyotr Gal’perin), ogólnej teorii aktywności psychologicznej (AN Leontiew) i psychologii działania (Zaporoże). Andrey Puzyrey opracował idee Wygotskiego w odniesieniu do psychoterapii, a nawet w szerszym kontekście świadomej interwencji psychologicznej (psychotechnique).
Laszlo Garai założył grupę badawczą Wygotskiego.

### Ameryka Północna
W Ameryce Północnej praca Wygotskiego była znana od końca lat dwudziestych XX wieku przez serię publikacji w języku angielskim, ale nie miała większego wpływu na badania.
Tłumaczenie w 1962 jego pośmiertnej książki „Myślenie i mowa” (1934) nie zmieniło znacząco sytuacji. Dopiero po eklektycznej kompilacji częściowo przeformułowanych i częściowo przetłumaczonych dzieł Wygotskiego i jego współpracowników, opublikowanych w 1978 r. pod nazwiskiem Wygotskiego jako „Umysł w społeczeństwie”, rozpoczął się jego boom na Zachodzie: pierwotnie, w Ameryce Północnej, a później przykład północnoamerykański rozprzestrzenił się na inne regiony świata. Ta wersja nauki Wygotskiego jest zazwyczaj kojarzona z nazwiskami jej głównych zwolenników, Michaela Cole’s, Jamesa Wertscha oraz ich współpracowników i zwolenników, i jest stosunkowo dobrze znana pod nazwą „kulturowo-historyczna teoria aktywności.”

## Śmierć i pośmiertna sława
Wygotski zmarł na gruźlicę 11 czerwca 1934 w wieku 37 lat, w Moskwie. Jedna z ostatnich prywatnych notatek Wygotskiego wyraża pesymistyczną samoocenę jego wkładu w teorię psychologiczną:
„To jest ostatnia rzecz, jaką zrobiłem dla psychologii – i chciałbym, podobnie jak Mojżesz, umrzeć na szczycie, widząc obiecaną ziemię, ale bez postawienia na niej stopy. Żegnaj, tworzenie nowych teorii. Reszta jest ciszą.”
Natychmiast po jego śmierci Wygotski został ogłoszony jednym z czołowych psychologów Związku Radzieckiego, chociaż jego reputacja została nieco podważona przez dekret Komitetu Centralnego Komunistycznej Partii z 1936 r., który potępił dyscyplinę i praktykę tak zwanej pedologii (nauki o wychowaniu). Jednak pomimo krytyki i cenzury jego dzieł – w szczególności w okresie poststalinowskim w Związku Radzieckim lat 1960–1980 przez swoich rosyjskich domniemanych i samozwańczych najlepszych studentów i naśladowców – Wygotski zawsze pozostawał jednym z najczęściej cytowanych uczonych na polu i stał się kultową postacią dla wielu współczesnych intelektualistów i praktyków w Rosji i międzynarodowej społeczności psychologicznej i edukacyjnej.

## Wybrane prace
- Historia rozwoju wyższych funkcji psychicznych
- Problemy upośledzenia umysłowego
- Psychologia sztuki (1925)
- Psychologia pedagogiczna (1926)
- Myślenie i mowa (1934)
- Narzędzie i znak w rozwoju dziecka (1978)
- Wybrane prace psychologiczne (1971)
- Sobranije soczinienij (1982–84)

## Najważniejsze cytaty
- Znaczenie interakcji społecznych: „Interakcja społeczna jest źródłem i siłą napędową uczenia się.” – kierunek rozwoju procesów myślowych nie jest skierowany od jednostki do społeczeństwa. Na odwrót – od społeczeństwa w kierunku jednostki. Lew Wygotski uważał, że uczenie się może być sposobem na dostosowanie się do dostępnego dziedzictwa kulturowego. Nie jest to tylko proces indywidualnej asymilacji. Wygotski wyjaśnia, że nauka wśród ludzi wyraża ich społeczną naturę. Oznacza to, że jest to proces, dzięki któremu dzieci mają dostęp do tego, co dzieje się w mózgach innych ludzi.
- Wartość myśli dla zdolności pojmowania: „Aby zrozumieć język innych, nie wystarczy rozumieć słów. Musisz zrozumieć ich myśli.” – dzięki językowi możemy potwierdzać lub zaprzeczać różnym rzeczom. Oznacza to, że jednostka ma świadomość tego, kim jest i może działać z własnej woli. Język i myśl mają różne pochodzenie, ale myśl jest zwerbalizowana, a mowa staje się racjonalna. Język dzieci jest szczególnie społeczny i zewnętrzny, ale powoli ulega internalizacji. Rozwój poznawczy dzieci odbywa się poprzez nieformalne i formalne rozmowy z dorosłymi. Dzieci zaczynają postrzegać świat własnymi oczami, ale także poprzez swoją mowę.
- Porzucenie imitacji: „Gdy się rozwijamy, przestajemy po prostu naśladować zachowanie innych lub reagować automatycznie w obliczu zewnętrznych bodźców.” – dziecko chłonie otoczenie niczym gąbka wodę. W miarę dorastania, choć nadal naśladujemy i reagujemy na otoczenie to jednak robimy to bardziej pod wpływem własnych schematów i wartości.
- Związek między słowami i myślami: „Słowo bez myśli jest martwe, tak samo jak myśl, której nie towarzyszą słowa, pozostaje w cieniu.” – Myśl można porównać do chmury, z której pada deszcz słów. Język jest głównym narzędziem interakcji i czynnikiem determinującym rozwój umysłu. Jest konieczny, by myśl mogła zaistnieć.
- Definicja wiedzy: „Wiedza jest wynikiem interakcji między jednostką a otoczeniem, rozumiana jako coś, co ma podłoże społeczne i kulturowe, a nie tylko fizyczne.'' – wszystkie wyższe procesy psychologiczne (komunikacja, język, rozumowanie itp.) są najpierw nabywane w kontekście społecznym. Później są one zinternalizowane na poziomie indywidualnym. W istocie nie ma lepszej nauki niż ta, która daje doświadczenie i umożliwia krytyczną ocenę.
- Nauczyciel jako pomoc ułatwiającą osiągnięcie celu: „Nauczyciel powinien odgrywać rolę pomocnika ułatwiającego zdobywanie wiedzy, a nie dostarczyciela treści.” – uczeń zdobywa wiedzę po swojemu, nauczyciel ma mu w tym pomagać. To, co dziecko może dziś zrobić z pomocą nauczyciela, jutro będzie mogło zrobić samodzielnie. Według Wygotskiego nauka jest jak wieża. Musisz ją budować krok po kroku. Jest bardzo ściśle związana z rozwojem proksymalnym, konstruktywizmem społecznym i koncepcją rusztowania.
- Adaptacja społeczna: „Stajemy się sobą dzięki innym.” – Wygotski uważał, że tylko przystosowanie społeczne może naprawdę zaspokoić różne potrzeby. Pamiętajmy, że kultura decyduje o dużej części naszych potrzeb. Umysł nie może być niezależny od kultury, w jakiej się znajduje. W tym sensie jesteśmy istotami społecznymi, a nie pojedynczymi. Wygotski mówi o złożonych funkcjach psychologicznych, takich jak dialog. Uważa je za bardzo przydatne w rozwiązywaniu problemów. Jego filozofia, ze swoją pozytywną naturą, tak naprawdę jest próbą podkreślenia znaczenia naszego otoczenia. A także siły z jakim to otoczenie wpływa na nasz rozwój.